# Leão Di Ramos Caiado
Leão Di Ramos Caiado (Cidade de Goiás, 25 de março de 1888 — 28 de junho de 1974) foi um político e advogado brasileiro, que serviu como senador estadual pelo seu estado natal, entre maio de 1925 a outubro de 1930, quando ocorreu a Revolução de 1930. Foi pai de Leonino Caiado e Leão Di Ramos Caiado Filho, governador e deputado estadual, respectivamente.

## Biografia
Nascido na província de Goiás, em 25 de março de 1888, Leão Di Ramos era filho de Torquato Caiado, também político e membro notável do clã Caiado, além de abolicionista. Seu irmão era Totó Caiado, seu avô era Antônio José Caiado e seus parentes advinham de uma longeva família política em Goiás.
Bacharelou-se em direito na atual Faculdade de Direito da Universidade Federal de Goiás e filiou-se ao Partido Democrata em 1909. Assumiu a função de senador estadual e foi primeiro secretário da mesa. Teve seu mandato interrompido em 1930, pela Revolução de 1930.
Se afastou da política e faleceu em 28 de junho de 1974, aos 86 anos de idade.